# Gabriele Possanner
Gabriele Possanner, född 1860, död 1940, var en österrikisk läkare.
Hon blev 1897 den första kvinnliga läkaren i sitt land.